# Hartleyburn
Hartleyburn – civil parish w Anglii, w hrabstwie Northumberland. W 2011 civil parish liczyła 182 mieszkańców. W obszar civil parish wchodzi także Halton-Lea-Gate.